# باور همگانی درباره تغییر اقلیم

علت: نتایج یک نظرسنجی که در ۳۱ کشور از نظر افکار عمومی، به ویژه در میان کاربران فیس بوک، دربارهٔ علل تغییرات آب و هوایی گزارش شده‌است.

درک جدیت: نتایج یک نظرسنجی تحت نظارت برنامه توسعه سازمان ملل متحد در مورد اعتقاد به اینکه آیا تغییرات اقلیمی یک وضعیت اضطراری آب و هوایی است یا خیر.

باور همگانی دربارهٔ تغییر آب و هوا یا افکار عمومی دربارهٔ تغییر آب و هوا (به انگلیسی: Public opinion on climate change)، مجموعه‌ای از نگرشها یا باورهای یک جمعیت در مورد مسائل مربوط به «تغییر انسانی آب و هوا، درک خطرهای تغییر آب و هوا، نگرانی دربارهٔ جدی بودن آن، و افکاری دربارهٔ آنچه، اگر چیزی، باید برای رسیدگی به آن انجام شود، انجام می‌شود.» باور همگانی (افکار عمومی) دربارهٔ تغییر آب و هوایی به مجموعه گسترده‌ای از متغیرها از جمله تأثیر عوامل اجتماعی جمعیت‌شناختی، سیاسی، فرهنگی، اقتصادی و زیست‌محیطی مرتبط است» و همچنین پوشش رسانه‌ای و همکاری با اخبار و رسانه‌های اجتماعی مختلف.

## تاثیرات روی باورهای افراد

### منطقه جغرافیایی
از هر ده پاسخ‌دهنده، حدود شش نفر گفتند که در محل زندگی خود با تأثیر شدید تغییرات اقلیم مواجه بوده‌اند. ۳۸ درصد انتظار دارند در ۲۵ سال آینده به دلیل تغییر اقلیم از خانه‌های خود آواره شوند. مطابق نتایج نظرسنجی بین سال‌های ۲۰۰۷ تا ۲۰۱۰، تنها ۴۲ درصد از جمعیت جهان از تغییرات اقلیمی آگاه بودند و معتقد بودند که این تغییرات ناشی از فعالیت‌های انسانی است. مطابق نتایج نظرسنجی بین سال‌های ۲۰۰۷ تا ۲۰۱۰، فقط ۴۲ درصد از جمعیت جهان از تغییرات اقلیمی آگاه بودند و معتقد بودند که این تغییرات ناشی از فعالیت‌های انسانی است. در بین افراد از ملت‌های مختلف که گرمایش زمین را نتیجه فعالیتهای انسانی میدانستند تنوع زیادی وجود داشت.